# Exposição Internacional de Eletricidade

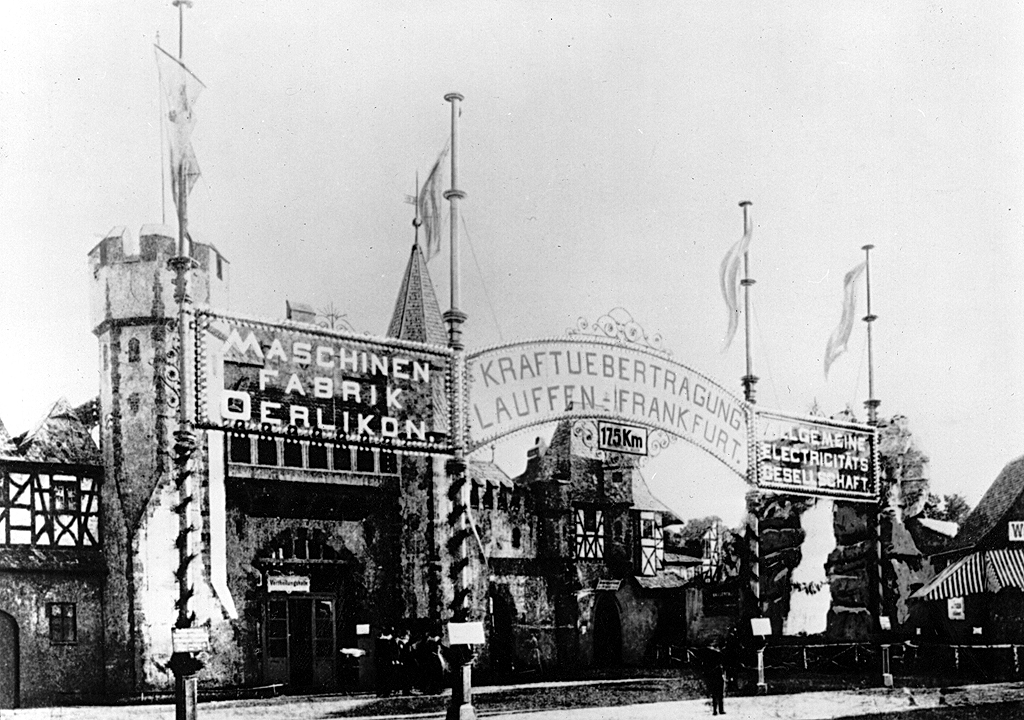
Arco eletrificado da Exposição Internacional de Eletricidade de 1891 em Frankfurt am Main, equipado com 1000 lâmpadas incandescentes, cuja energia foi transmitida através de uma linha de transmissão de 175 km partindo de Lauffen, Baden-Württemberg. Ao fundo uma cachoeira artificial.

A Exposição Internacional de Eletricidade foi uma série de exposições, iniciada com a Exposição Internacional de Eletricidade de 1881 em Paris, nas quais foram mostrados os novos desenvolvimentos na área da engenharia elétrica.
A Primeira Exposição Internacional de Eletricidade (Exposition internationale d'Électricité) ocorreu em Paris pela primeira vez em 10 de agosto de 1881. Mil lâmpadas incandescentes, chamadas na época de “luzes Edison” (por causa de seu inventor, Thomas Edison), brilhavam no local e havia bancadas de testes, onde o público podia ligar e desligar as lâmpadas. A Siemens & Halske apresentou o primeiro bonde elétrico. A viagem em um carro de 50 pessoas da Praça da Concórdia ao Palais de l'Industrie, no recinto de exposições, despertou grande entusiasmo entre a população parisiense, contribuindo significativamente para tornar o nome Siemens "familiar aos parisienses" - como escreveu Werner von Siemens a seu irmão Carl von Siemens na Rússia.
A partir de 16 de setembro de 1882 a exposição foi apresentada em Munique, com o título Electricitäts-Ausstellung. O organizador da exposição foi Oskar von Miller, que fundou mais tarde o Deutsches Museum. Oskar von Miller dirigiu também a Exposição Internacional de Eletricidade de 1891 em Frankfurt am Main.
No âmbito da Exposição Internacional de Eletricidade foram mostrados várias vezes os sistemas de transmissão de energia elétrica, sempre incluindo uma cascata no local da exposição, que era alimentada pela transmissão de energia elétrica de Miesbach a Munique. Esta foi uma linha telegráfica de 57 km de comprimento, que transportava a corrente elétrica, produzida por um gerador elétrico a vapor de 1,5 hp, de Miesbach a Munique. Naquela época ainda era transmitida corrente contínua.
A Exposição Internacional de Eletricidade de 1883 ocorreu em Viena. Ao mesmo tempo foram fundadas a “Associação Eletrotécnica da Áustria” e o instituto eletrotécnico da Universidade Técnica de Viena. De 8 de agosto a 15 de setembro de 1913 a "Elektrizitätsausstellung für Haushalt und Gewerbe" em Basileia estabeleceu novos padrões para a Suíça. Estiveram presentes 200.000 pessoas e geraram 105.000 francos em taxas de ingresso, em vez dos 85.000 orçados.